# Justinian (Schiff, 1787)
Die Justinian war ein 389-Tonnen-Schiff mit drei Decks, das in der Second Fleet als Transportschiff eingesetzt wurde. Gebaut wurde es im Jahr 1787 auf dem historischen Werftgelände Blackwall Yard in London. Das Schiff legte am 17. Februar 1790 unter dem Kommando von Kapitän Benjamin Maitland mit einer Besatzung von 36 Mann in Falmouth in England ab. Ihr Ziel war die neugegründete britische Kolonie New South Wales, die Sträflingskolonie Australien.

## Anreise
Bereits im Juli und im September 1789 waren die Schiffe Lady Juliana und die Guardian mit weiblichen Sträflingen nach Australien abgereist. Später folgten die Schiffe Neptune, Scarbourogh und Surprize mit weiteren Sträflingen. Man erkannte in England, dass in der neuen Kolonie eine Hungersnot drohte, deshalb wurde die Justinian ausschließlich mit Verpflegung und Waren ohne Sträflinge ausgesandt. Das Schiff hatte 1400 Fässer Getreide, 233 Fässer Schweinefleisch und kleinere Mengen Rindfleisch, Erbsen, Haferflocken, Essig, Spirituosen, Öl und Zucker geladen. Ferner waren Stoffballen, Bekleidung, Decken und ein transportables Militärhospital an Bord.
Die Justinian war, ohne Sträflinge an Bord, in der Lage, nach ihren kurzen Aufenthalten in Madeira und Santiago (Kap Verde), ohne einen weiteren Aufenthalt in Rio de Janeiro, um das Kap der Guten Hoffnung direkt nach Sydney zu segeln. Deshalb erreichte die Justinian ihr Ziel bereits nach fünf Monaten am 20. Juni 1790. Die Lady Juliana, obwohl sie sechs Monate vor der Justinian in England abgelegt hatte, kam lediglich zwei Wochen vor der Justinian in Sydney an. Die Lady Juliana hatte die schlechte Nachricht mitgebracht, dass die Guardian nach einer Kollision mit einem Eisberg, nach dem Umrunden des Kaps der Guten Hoffnung, gesunken war. Dabei war die Verpflegung für die Kolonie verloren gegangen. Die Justinian wendete mit ihrer schnellen Fahrt möglicherweise den drohenden Untergang der Kolonie ab. Die Lage der Kolonie verschlechterte sich allerdings wieder, als die Sträflingsschiffe Neptune, Scarborough und Surprize mit lediglich etwa 750 von 1000 abgereisten Sträflingen in Port Jackson ankamen. Etwa ein Viertel der Sträflinge starb unter den unmenschlichen Bedingungen während der Fahrt. Die ankommenden Sträflinge waren gesundheitlich stark geschwächt und zum Teil schwer erkrankt. Die Lebensmittel wurden erneut knapp und die Hospitale, die nur aus Zelten bestanden, konnten nicht alle aufnehmen.
Um den 19. Juli war die Fracht der Justinian entladen worden. 500 Fässer Verpflegung blieben an Bord, damit die Siedlung auf der Norfolkinsel versorgt werden konnte. Ende Juli legte die Justinian ab, drei Tage nach ihr die Surprize. Nachdem die Fracht entladen und die 200 Sträflinge auf die Insel gebracht worden waren, legte die Surprize am 29. August in Richtung Kanton in China ab, die Justinian einen Tag später.

## Rückreise
Die Schiffe der Second Fleet hatten den Auftrag, nachdem sie ihre Fracht entladen hatten, nach Kanton zu segeln, wo sie im Zeitraum zwischen dem 26. Oktober und 7. November 1790 ankamen. Dort befand sich ein Handelsposten der Britischen Ostindien-Kompanie. Die Schiffe hatten Tee zu laden und legten mit ihrer Fracht am 20. März 1791 ab. Sie erreichten England am 2. Oktober 1791.